# Здравко Милев
Здравко Милев е български шахматист роден на 25 октомври 1929 г. в гр. Търговище. Става международен майстор през 1952 г. (втория българин след Александър Цветков).
Възпитаник е на Русенската шахматна школа. По професия е инженер-химик. 
Милев става първият българин печелил първо място на международен турнир – в Букурещ през 1951 г.
Той е трикратен шампион на България по шахмат (1952, 1960 и 1961 г.). Участва на шест шахматни олимпиади, където изиграва 78 партии (28 победи, 36 равенства и 14 загуби). Има два индивидуални медала – през 1956 г. бронзов на 6 дъска и през 1964 г. сребърен на 5 дъска.
Прекратява състезателната си кариера през 1965 г.
Той е дългогодишен сътрудник на сп. „Шахматна мисъл“.

## Участия на шахматни олимпиади
| Година | Организатор | Отбор    | Класиране (отборно) | Дъска         |
| 1954   | Амстердам   | България | 10                  | Трета         |
| 1956   | Москва      | България | 6                   | Втора резерва |
| 1958   | Мюнхен      | България | 10                  | Четвърта      |
| 1960   | Лайпциг     | България | 10                  | Втора резерва |
| 1962   | Варна       | България | 6                   | Първа резерва |
| 1964   | Тел Авив    | България | 7                   | Първа резерва |

## Участия на световни студентски отборни първенства
| Година | Организатор | Отбор    | Класиране (отборно) | Дъска |
| 1954   | Осло        | България | 3                   | Втора |
| 1955   | Лион        | България | 4                   | Трета |